# I'm Ready (álbum)
I'm Ready es el segundo álbum de estudio del cantante estadounidense Tevin Campbell, publicado el 26 de octubre de 1993. Con este álbum, Campbell mostró sus habilidades como intérprete soul.

## Recepción
El álbum vendió más de dos millones de copias, alcanzando certificado doble platino, y se desprendió el éxito más grande de su carrera, el #1 «Can We Talk». El álbum produjo tres sencillos más que entraron en los listados: «I'm Ready», «Always in My Heart» y «Don't Say Goodbye Girl». A la fecha este ha sido el álbum más vendido de Tevin y muchos consideran este álbum la marca más grande de su carrera a pesar del hecho de que solo tenía 16 años cuando grabó el álbum. El álbum fue nominados a tres Premios Grammys. Prince fue acreditado como Paisley Park por su contribución al álbum como compositor, arreglista y productor.

## Listado de canciones
| N.º | Título                   | Duración |  |
| 1.  | «Can We Talk»            | 4:44     |  |
| 2.  | «Don't Say Goodbye Girl» | 4:30     |  |
| 3.  | «Interlude»              | 0:13     |  |
| 4.  | «The Halls Of Desire»    | 4:36     |  |
| 5.  | «I'm Ready»              | 4:45     |  |
| 6.  | «What Do I Say»          | 4:55     |  |
| 7.  | «Uncle Sam»              | 3:57     |  |
| 8.  | «Interlude»              | 0:29     |  |
| 9.  | «Paris1798430»           | 3:37     |  |
| 10. | «Always in My Heart»     | 5:40     |  |
| 11. | «Interlude»              | 0:09     |  |
| 12. | «Shhh»                   | 4:45     |  |
| 13. | «Brown Eyed Girl»        | 3:48     |  |
| 14. | «Infant Child»           | 2:42     |  |

## Certificaciones
| País                                                             | Certificación | Ventas     |
| ---------------------------------------------------------------- | ------------- | ---------- |
| Estados Unidos                                                   | 2 x Platino   | 2,000,000^ |
| ^ cifras de envíos sobre la base de la certificación por sí sola |               |            |